# Voivodato di Piła

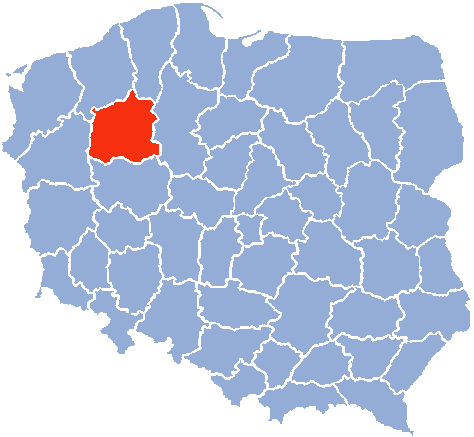
Voivodato di Piła

Il voivodato di Piła (in polacco: Województwo pilske) fu un'unità di divisione amministrativa e governo locale della Polonia dal 1975 al 1998. È stato sostituito nel 1999 dal voivodato della Grande Polonia. La sua capitale era Piła.
Era stato costituito nel 1975 dallo smembramento del voivodato di Koszalin.

## Principali città (popolazione nel 1995)
- Piła (75.700)
- Wałcz (27.000)
- Wągrowiec (24.100)
- Chodzież (20.400)